# Aristolochia samarensis
Aristolochia samarensis Merr. – gatunek rośliny z rodziny kokornakowatych (Aristolochiaceae Juss.). Występuje naturalnie w Malezji oraz na Filipinach.

## Morfologia
PokrójKrzew o zimozielonych pędach. Dorasta do 1 m wysokości.
LiścieMają eliptyczny kształt. Mają 15–25 cm długości oraz 6–8,5 cm szerokości. Nasada liścia ma stożkowaty kształt. Całobrzegie, ze spiczastym wierzchołkiem. Ogonek liściowy jest nagi i ma długość 6–10 cm.
KwiatyZebrane są w gronach o długości 1 cm. Mają wyprostowany kształt. Łagiewka jest elipsoidalna i ma 35 mm długości.
OwoceTorebki o jajowatym kształcie. Mają 1,5 cm długości.

## Biologia i ekologia
Rośnie w wiecznie zielonych lasach oraz na bagnach. Występuje na terenach nizinnych.